# Mbombela
Mbombela (in afrikaans Nelspruit) è una città del Sudafrica nord-orientale, capoluogo della provincia di Mpumalanga e dell'omonima municipalità locale.

## Geografia
Mbombela sorge lungo il corso del fiume Crocodile a 619 m s.l.m. a circa 100 km a ovest del confine con il Mozambico e a circa 330 km a est di Johannesburg.

## Storia
Mbombela fu fondata nel 1895 come "Nelspruit" dai fratelli Gert, Louis e Andries Nels che, durante i mesi invernali, pascolavano il loro bestiame nei dintorni. Durante le guerre boere, il presidente Paul Kruger ne fece la sede temporanea del governo della Repubblica del Transvaal dopo la caduta di Pretoria. Nell'ottobre 2009, il governo sudafricano ha ribattezzato la città "Mbombela", dal nome della municipalità locale. Tre anni più tardi la Camera d'affari e del turismo di Kruger-Lowveld contestò la decisione ma nel maggio del 2014 l'Alta Corte del Sudafrica respinse il ricorso, confermando il cambio del nome.

## Economia
I terreni fertili e il clima subtropicale forniscono le circostanze perfette per gli agrumi e frutti tropicali principalmente mango, banana, avocado.

## Infrastrutture e trasporti
Con lo sviluppo della ferrovia a partire dal 1902, la città crebbe fino a diventare un importante centro economico. Inoltre, è un luogo di passaggio verso le grandi destinazioni turistiche della provincia come il Parco nazionale Kruger, il Blyde River Canyon, il villaggio-museo di Barberton nonché il Mozambico e l'ESwatini. La città dispone di due aeroporti, il Kruger Mpumalanga International Airport a nord-est e Nelspruit Airport a sud-ovest.

## Sport
Il Mbombela Stadium (capienza 40.000 spettatori) ha ospitato alcune partite del Mondiale di calcio 2010 e della Coppa delle nazioni africane 2013.